# Michel Broyer
Michel Broyer (* 1946 in Mansiat) ist ein französischer Experimentalphysiker, der sich mit Molekülphysik, Laserspektroskopie und Physik von Atom-Clustern beschäftigt.
Broyer promovierte 1977 an der École normale supérieure über Molekülspektroskopie am Jodmolekül. Er ist seit 1980 Professor an der Universität Claude Bernard in Lyon.
Broyer wurde in den 1990er Jahren für Forschungen zur Cluster-Physik bekannt, Gruppen von Atomen im Zwischenbereich von Molekülen und Metallen. Er fand dort unter anderem Schaleneffekt wie in der Kernphysik.
2000 erhielt er den Gentner-Kastler-Preis und 2003 den Gay-Lussac-Humboldt-Preis (Alexander-von-Humboldt-Forschungspreis). 1986 erhielt er den Prix Langevin der französischen Akademie der Wissenschaften und 1997 den „Prix Louis Vuitton - Vinci d'Excellence“.